# Primo Dáil
Il Primo Dáil  (in irlandese: An Chéad Dáil - Primo Parlamento d'Irlanda) è stato il Dáil Éireann che si riunì tra il 1919 e il 1921. 

## Storia
La prima riunione avvenne il 21 gennaio 1919 nella Round Room (Stanza rotonda in italiano) di Mansion House, residenza del Lord Mayor di Dublino. Si trattò della prima riunione del parlamento unicamerale della rivoluzionaria Repubblica irlandese. Nel 1919, i candidati che erano stati eletti a Westminster nelle elezioni del 1918 rifiutarono di riconoscere il Parlamento britannico e, invece di partecipare alle sessioni a Londra, istituirono un parlamento indipendente a Dublino chiamato "Dáil Éireann". (Assemblea d'Irlanda). L'istituzione dell'An Chéad Dáil ebbe luogo lo stesso giorno in cui iniziò la guerra d'indipendenza irlandese a causa dell'imboscata di Soloheadbeg. Sebbene il Dáil non abbia autorizzato alcuna azione armata, "è diventato un simbolo di resistenza popolare e una fonte di legittimità per gli uomini che combattono nella guerriglia che si è sviluppata". Dopo le elezioni del 1921, al Primo Dáil successe il Secondo Dáil, in vigore tra il 1921 e il 1922.
Il governo britannico bandì il Dáil nel settembre 1919, che in poi si riunì in segreto. Il Primo Dáil si è riunito 21 volte e la sua attività principale era quella di fondare la Repubblica d'Irlanda. Ha giocato un ruolo nello sviluppo di un governo irlandese indipendente e di un apparato statale.

## Membri di primo piano

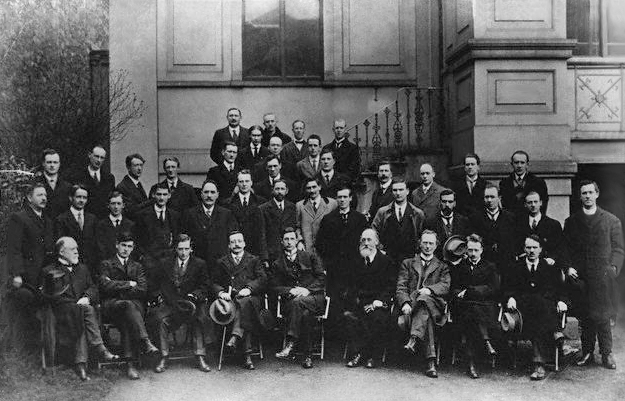
Foto del Primo Dáil, presa al Mansion House, il 10 aprile 1919

- Cathal Brugha
- Michael Collins
- William T. Cosgrave
- Arthur Griffith
- Eoin MacNeill
- Constance Markiewicz
- Kevin O'Higgins
- Comte Plunkett
- Éamon de Valera